# Uki
Uki (Japans: 宇城市, Uki-shi) is een Japanse stad in de prefectuur Kumamoto. In 2014 telde de stad 60.133 inwoners.

## Geschiedenis
Op 15 januari 2005 kreeg Uki  het statuut van stad (shi). Dit gebeurde na het samenvoegen van de gemeenten Misumi (三角町), Shiranuhi (不知火町), Matsubase (松橋町), Ogawa (小川町) en Toyono (豊野町).
Steden:
Amakusa · Arao · Aso · Hitoyoshi · Kami-Amakusa · Kikuchi · Koshi · Kumamoto (hoofdstad) · Minamata · Tamana · Uki · Uto · Yamaga · Yatsushiro

Districten:
Amakusa · Ashikita · Aso · Kamimashiki · Kikuchi · Kuma · Shimomashiki · Tamana · Yatsushiro
Gemeenten per district